# 068型登陆艇
068/069型坦克登陆艇（北约称玉清級）。是中国人民解放军海军70年代装备的登陆艇，是067型通用登陆艇的升级改型，但是具有比较小的尺寸。采用传统布局有一个艇艏平板门。登陆艇能够运送1辆中型坦克，或者2辆轻型车辆，或者36吨货物。第一艘在1967年12月完成，之后建造总数超过300艘。主要建造承包商包括上海的中华造船厂（现沪东中华造船），杭州的大河造船厂和广州的广州造船厂。
第二代改型（069型）在1997年研制，升级采用新的导航雷达。